# Mr. Chu
"Mr. Chu" é uma canção do girl group sul-coreano A Pink. É o quinto single do grupo, incluído no EP Pink Blossom, e foi lançado digitalmente em 31 de março de 2014 através da A Cube Entertainment.

## Antecedentes e lançamento
A Cube lançou um teaser do quarto mini-álbum de A Pink em 17 de março. Foi revelado que A Pink faria seu retorno com o mini-álbum Pink Blossom em 31 de março.
A Pink lançou uma imagem teaser onde elas parecem ter colocado de lado a sua imagem fofa e brilhante para esse comeback, optando por usar vestidos pretos e expressões sérias em vez de vestidos com babados e sorrisos brilhantes. Sua maquiagem é mais intensa do que o habitual, e o conceito parece um pouco retrô.
A canção foi lançada juntamente com o EP e o videoclipe, em 31 de março de 2014.

## Promoções
A Pink apresentou um trecho de "Sunday Monday", uma faixa de seu álbum, além de uma apresentação completa de "Mr. Chu" no Music Bank da KBS em 4 de abril. Esta foi seguida por apresentações em outros programas musicais, incluindo Show! Music Core da MBC, Inkigayo da SBS, Show Champion da MBC Music e M! Countdown da Mnet.

## Desempenho nas paradas
"Mr. Chu" tornou-se um sucesso imediato em todos os sites musicais coreanos, alcançando o primeiro lugar em nove paradas musicais, sendo Mnet, Bugs, Soribada, Olleh, Naver, Daum, Monkey3, Cyworld e Genie, e o segundo lugar na Melon.

### Paradas
| Parada                       | Melhor posição |
| ---------------------------- | -------------- |
| Gaon Singles chart           | 2              |
| Gaon Local Singles chart     | 2              |
| Gaon Streaming Singles chart | 4              |
| Gaon Download Singles chart  | 1              |
| Gaon BGM chart               | 4              |
| Gaon Mobile Ringtone chart   | 3              |
| Gaon Karaoke chart           | 7              |
| Billboard K-Pop Hot 100      | 2              |

## Créditos
- Chorong – vocais
- Bomi – vocais
- Eunji – vocais
- Naeun – vocais
- Namjoo – vocais
- Hayoung – vocais
- Duble Sidekick – produção, composição, arranjo, música
- SEION – produção, composição, arranjo, música